# Theater des Jahres
Der Titel Theater des Jahres wird jährlich von der Zeitschrift Theater heute verliehen.
Basis sind Umfragen unter den wichtigsten deutschsprachigen Theaterkritikern. Mit 8 Mal am häufigsten ausgezeichnet wurden die Münchner Kammerspiele. Auf den nächsten Plätzen folgen das Deutsche Schauspielhaus in Hamburg (6 Mal) und das Thalia Theater in Hamburg (5 Mal). 7 Mal wurde ein Haus unter der Leitung von Claus Peymann geehrt.

## Liste der Preisträger
| Jahr | Theater                                       | Intendanz                                     |
| ---- | --------------------------------------------- | --------------------------------------------- |
| 1976 | Staatstheater Stuttgart                       | Claus Peymann                                 |
| 1977 | Staatstheater Stuttgart                       | Claus Peymann                                 |
| 1978 | Staatstheater Stuttgart                       | Claus Peymann                                 |
| 1979 | Theater Bremen                                | Arno Wüstenhöfer                              |
| 1980 | Schauspielhaus Bochum                         | Claus Peymann                                 |
| 1981 | Schauspiel Köln                               | Jürgen Flimm                                  |
| 1982 | Schauspielhaus Bochum                         | Claus Peymann                                 |
| 1983 | Düsseldorfer Schauspielhaus                   | Günther Beelitz                               |
| 1984 | Münchner Kammerspiele                         | Dieter Dorn                                   |
| 1985 | Münchner Kammerspiele                         | Dieter Dorn                                   |
| 1986 | Münchner Kammerspiele                         | Dieter Dorn                                   |
| 1987 | Burgtheater in Wien                           | Claus Peymann                                 |
| 1988 | Theater an der Ruhr in Mülheim an der Ruhr    | Roberto Ciulli                                |
| 1989 | Thalia Theater in Hamburg                     | Jürgen Flimm                                  |
| 1990 | Thalia Theater in Hamburg                     | Jürgen Flimm                                  |
| 1991 | Thalia Theater in Hamburg                     | Jürgen Flimm                                  |
| 1992 |                                               |                                               |
| 1993 | Volksbühne am Rosa-Luxemburg-Platz in Berlin  | Frank Castorf                                 |
| 1994 | Deutsches Schauspielhaus in Hamburg           | Frank Baumbauer                               |
| 1995 | Burgtheater in Wien                           | Claus Peymann                                 |
| 1996 | Deutsches Schauspielhaus in Hamburg           | Frank Baumbauer                               |
| 1997 | Deutsches Schauspielhaus in Hamburg           | Frank Baumbauer                               |
| 1998 | Baracke des Deutschen Theaters                | Thomas Ostermeier                             |
| 1999 | Theater Basel                                 | Stefan Bachmann                               |
| 2000 | Deutsches Schauspielhaus in Hamburg           | Frank Baumbauer                               |
| 2001 | Schauspielhaus Zürich                         | Christoph Marthaler                           |
| 2002 | Schauspielhaus Zürich                         | Christoph Marthaler                           |
| 2003 | Thalia Theater in Hamburg                     | Ulrich Khuon                                  |
| 2004 | Hebbel am Ufer in Berlin                      | Matthias Lilienthal                           |
| 2005 | Deutsches Theater Berlin                      | Bernd Wilms                                   |
| 2005 | Münchner Kammerspiele                         | Frank Baumbauer                               |
| 2005 | Neue Bühne Senftenberg                        | Sewan Latchinian                              |
| 2005 | Deutsches Schauspielhaus in Hamburg           | Tom Stromberg                                 |
| 2006 | Staatstheater Stuttgart                       | Hasko Weber                                   |
| 2007 | Thalia Theater in Hamburg                     | Ulrich Khuon                                  |
| 2008 | Deutsches Theater Berlin                      | Bernd Wilms                                   |
| 2009 | Münchner Kammerspiele                         | Frank Baumbauer                               |
| 2010 | Schauspiel Köln                               | Karin Beier                                   |
| 2011 | Schauspiel Köln                               | Karin Beier                                   |
| 2012 | Hebbel am Ufer (HAU) in Berlin                | Matthias Lilienthal                           |
| 2013 | Münchner Kammerspiele                         | Johan Simons                                  |
| 2014 | Maxim-Gorki-Theater in Berlin                 | Shermin Langhoff                              |
| 2015 | Burgtheater in Wien                           | Karin Bergmann                                |
| 2016 | Volksbühne am Rosa-Luxemburg-Platz in Berlin  | Frank Castorf                                 |
| 2016 | Maxim-Gorki-Theater in Berlin                 | Shermin Langhoff und Jens Hilje               |
| 2017 | Volksbühne am Rosa-Luxemburg-Platz in Berlin  | Frank Castorf                                 |
| 2018 | Theater Basel                                 | Andreas Beck                                  |
| 2019 | Münchner Kammerspiele                         | Matthias Lilienthal                           |
| 2020 | Münchner Kammerspiele                         | Matthias Lilienthal                           |
| 2021 | Aufgrund der COVID-19-Pandemie nicht vergeben | Aufgrund der COVID-19-Pandemie nicht vergeben |
| 2022 | Schauspielhaus Bochum                         | Johan Simons                                  |
| 2023 | Deutsches Theater Berlin                      | Ulrich Khuon                                  |
| 2024 | Deutsches Schauspielhaus in Hamburg           | Karin Beier                                   |